# Noce (Trentino)
Der Noce (deutsch Nonsbach oder Ulz) ist ein Fluss im norditalienischen Trentino. Er entspringt am 3360 m s.l.m. hohen Corno dei Tre Signori in der Nähe des Gaviapasses im Nationalpark Stilfserjoch und ist 105 km lang. Der Noce ist der bedeutendste rechte Nebenfluss der Etsch.

## Etymologie
Der Name Noce ist wahrscheinlich vorrömischen Ursprunges und nichts mit dem gleichlautenden italienischen Wort noce (dt. Nuss oder Nussbaum) zu tun. Er wird schriftlich erstmals 1205 als acqua Nusij erwähnt. Im Deutschen taucht er in verschiedenen Formen als Nons- oder Sulzfluss bzw. -bach auf, in Anlehnung an die deutschen Bezeichnungen der beiden durchflossenen Täler Nons- und Sulzberg. Die Bezeichnung Ulz oder Ulzfluss leitet sich wiederum von Sulzfluss ab. Nach Carlo Battisti bezieht sich der Name Noce auf seinen bedeutendsten Nebenfluss im Nonstal, den Torrente Novella. Giulia Mastrelli Anzilotti hält dagegen, dass der Name Novella erst ab dem 15. Jahrhundert geläufig war und damit nach der Bezeichnung Noce entstand. Ihre Ansicht nach, könnte der Name sich in abgeänderter Form auf die Anauni beziehen, wie die Bevölkerung des Nonstales von den Römern genannt wurde. Auszuschließen ist aber auch nicht eine Ableitung aus dem etruskischen Personennamen Nuse, latinisiert in Nusius, der in ähnlicher Form in der Toskana für den Bach Nosa Anwendung findet.

## Verlauf
Zunächst durchfließt der Noce das Pejo-Tal, wo er nach wenigen Kilometern im Lago Pian Palù gestaut wird, danach gelangt er ins Val di Sole, wo er in Fucine die Vermigliana aufnimmt, die vom Tonalepass kommend die Schmelzwasser der Presanella-Gletscher einsammelt. Auf der rechten Seite kommt vom Passo Campo Carlo Magno bei Dimaro der Meledrio-Bach dazu und aus dem Rabbi-Tal fließt zwischen Malé und Terzolas der Rabbies ein. Der Barnès-Bach aus dem Bresimo-Tal bildet dann in der Schlucht von Mostizzolo die Grenze zwischen Sulztal und Nonstal. Bedingt durch die Gletschervorkommen in diesem großen Einzugsgebiet führt der Fluss im Sommer viel Wasser.
Der Noce nimmt in der Schlucht von Mostizzolo den Torrente Pescara von Proveis und Rumo entgegen und speist bei Cles den Lago di Santa Giustina. Der größte Nebenarm ist die vom Gampenpass kommende Torrente Novella, die bei Wasserhochstand fjordartig in den Lago di Santa Giustina mündet. Kleinere Zuflüsse auf der rechten Seite sind die Tresenica aus dem Tovel-Tal, der Lovernatico und kurz vor der Rocchetta der Torrente Sporeggio. Auf der linken Seite sind es der Rio San Romedio, die Pongaiola und der Rinascico, die in den Kalkschichten des Mendelkammes besonders tiefe Schluchten gegraben haben. Nach dem Austritt aus der Rocchetta durchfließt er die Rotaliana-Ebene und mündet schließlich bei Zambana in die Etsch. Vor der zwischen 1849 und 1852 durchgeführten Flussregulierung mündete der Noce etwa 6 Kilometer weiter nördlich bei San Michele all’Adige in die Etsch.

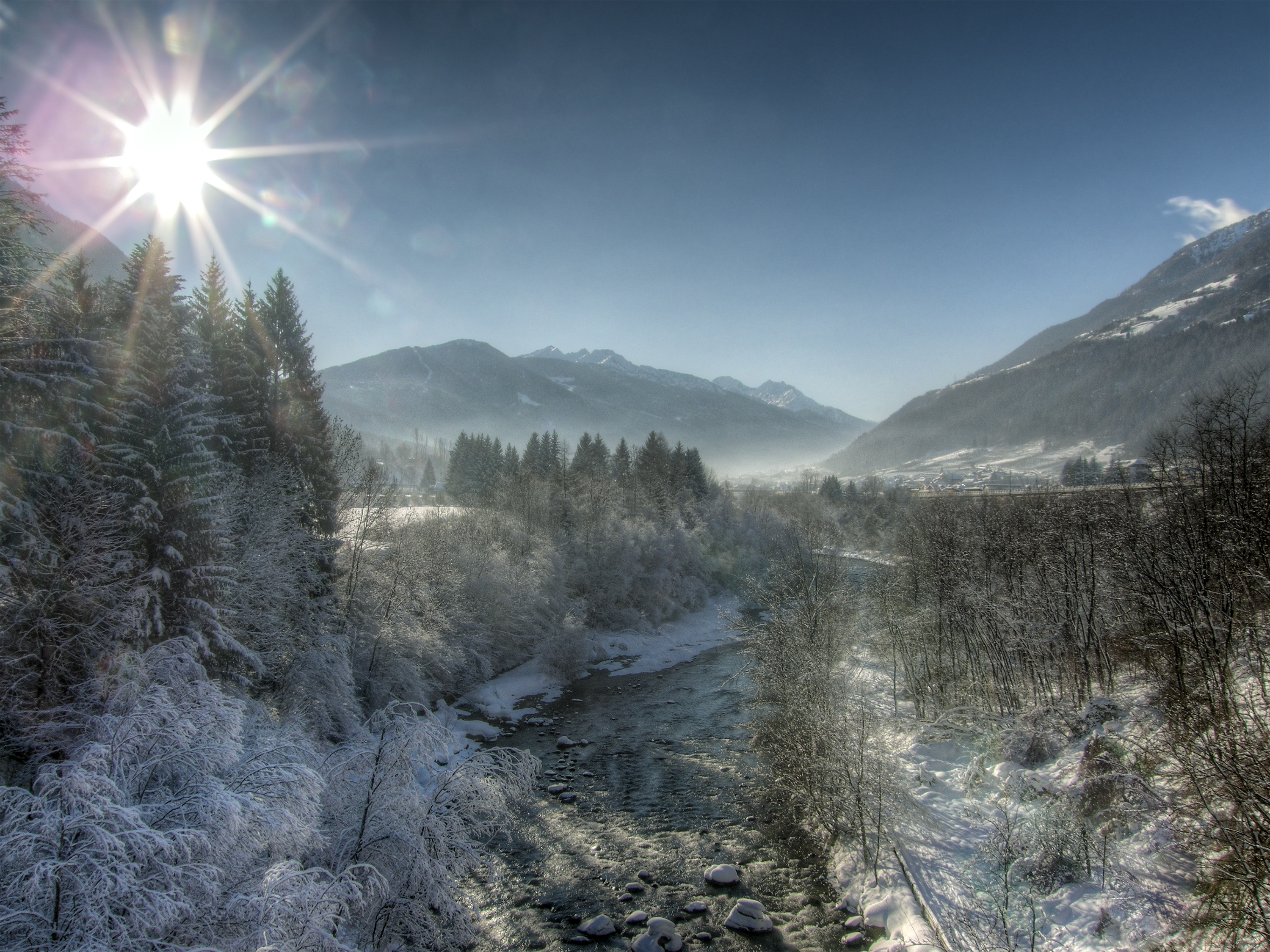
Im Val di Sole bei Malè
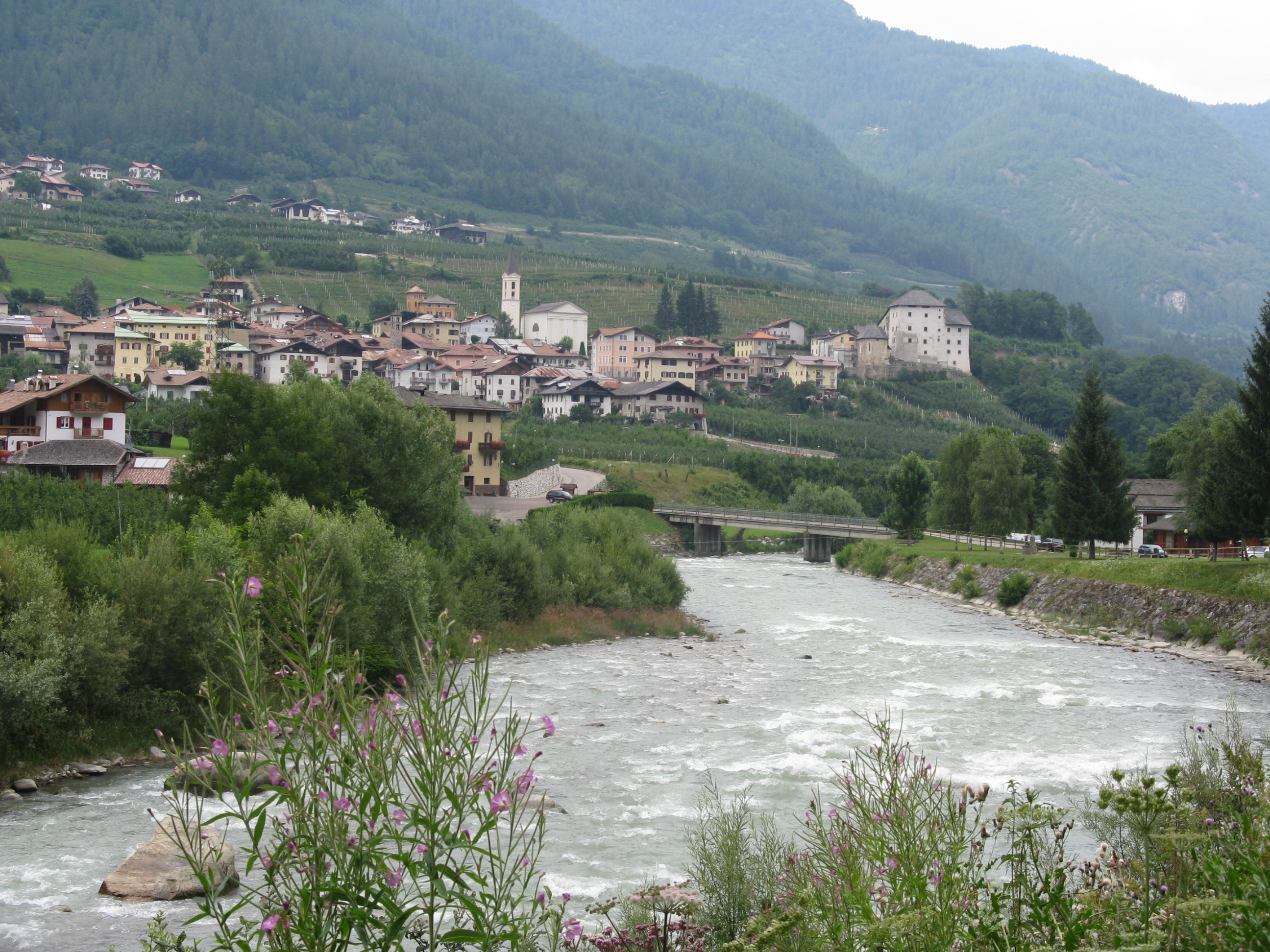
Bei Caldes
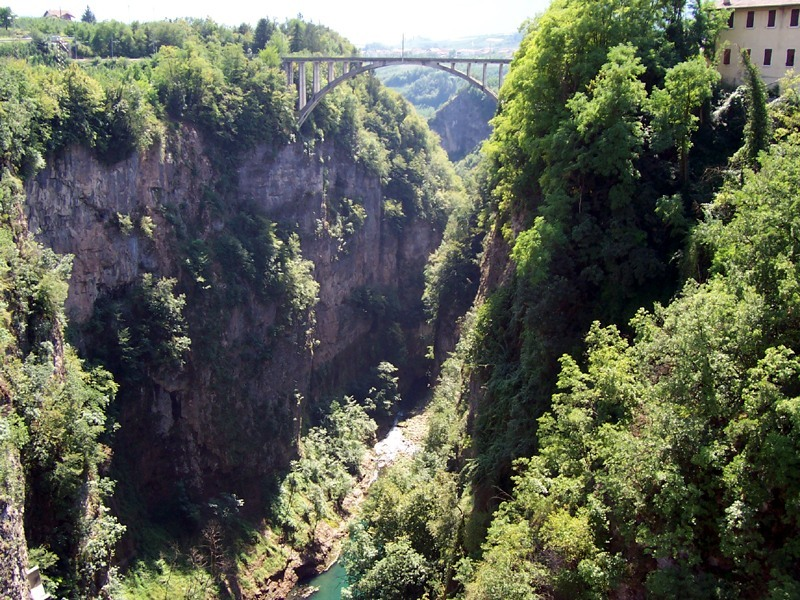
Noce-Schlucht bei Santa Giustina

## Wirtschaftliche Nutzung

### Wasserkraftwerke
Erste Gutachten für den Bau eines Staudamms am Noce wurden 1918 ausgearbeitet. Vier Jahre später wurden die ersten Lizenzen für die Nutzung des Noce für die Stromerzeugung beantragt. 1929 wurde am Noce Bianco im Valle di Peio das Wasserkraftwerk Cogolo sowie am Unterlauf des Noce im Etschtal das Kraftwerk Mezzocorona in Betrieb genommen. 1931 nahm das Kraftwerk Malga Mare am Oberlauf des Noce Bianco seinen Betrieb auf. 1939 wurde mit dem Bau der Santa-Giustina-Talsperre begonnen. Nachdem die Bauarbeiten im Zweiten Weltkrieg unterbrochen worden waren, konnte die Talsperre am Mittellauf des Noce 1951 in Betrieb genommen werden. Die im Einzugsgebiet des Noce errichteten Wasserkraftwerke erreichten damit eine durchschnittliche Jahresleistung von 650 GWh. Drei weitere von Edison am Noce geplante Kraftwerke bei Malè, Mostizzolo und bei Grumo, kurz vor der Mündung in die Etsch, wurden nicht mehr realisiert.

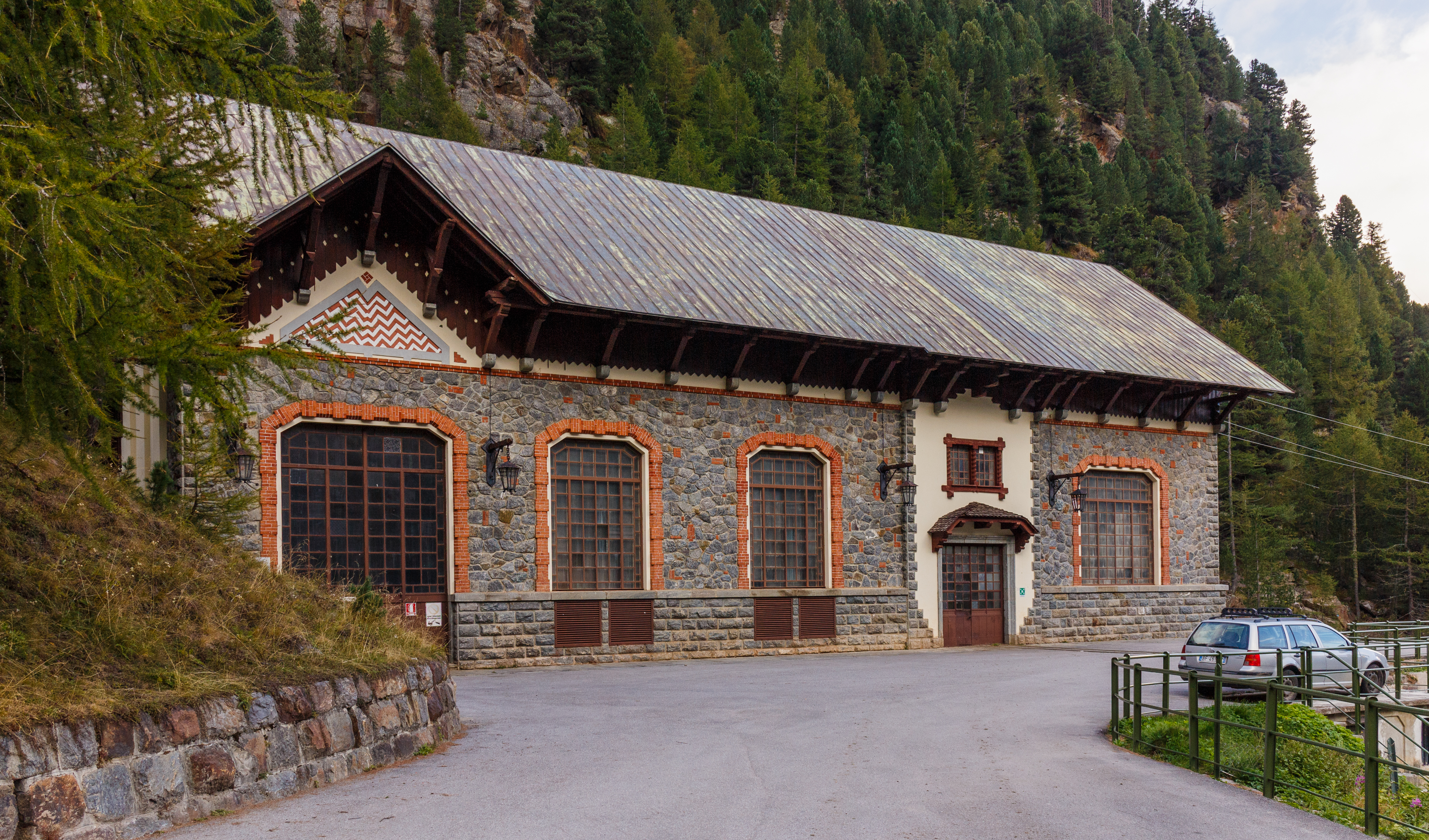
Kraftwerk Malga Mare
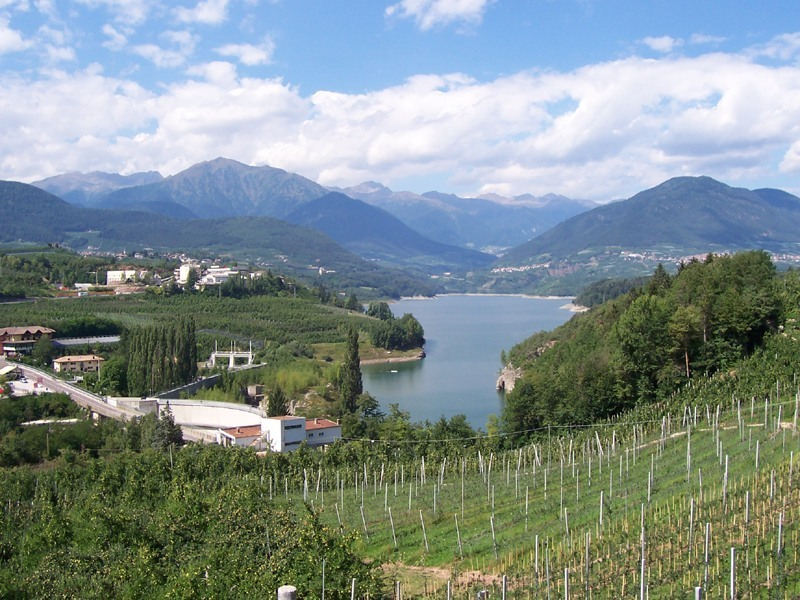
Santa-Giustina-Talsperre
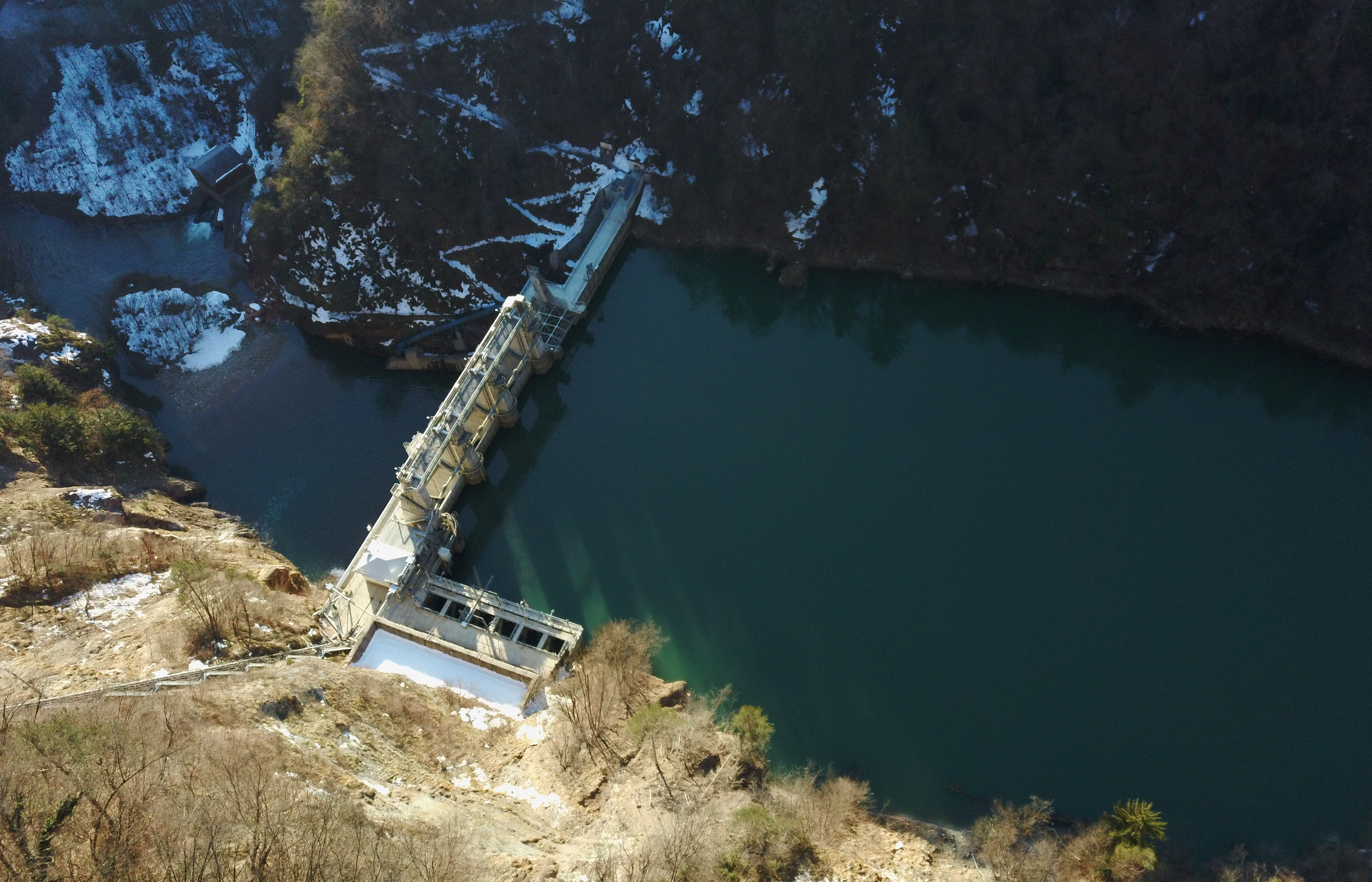
Staustufe bei Mollaro bedient das Kraftwerk Mezzocorona
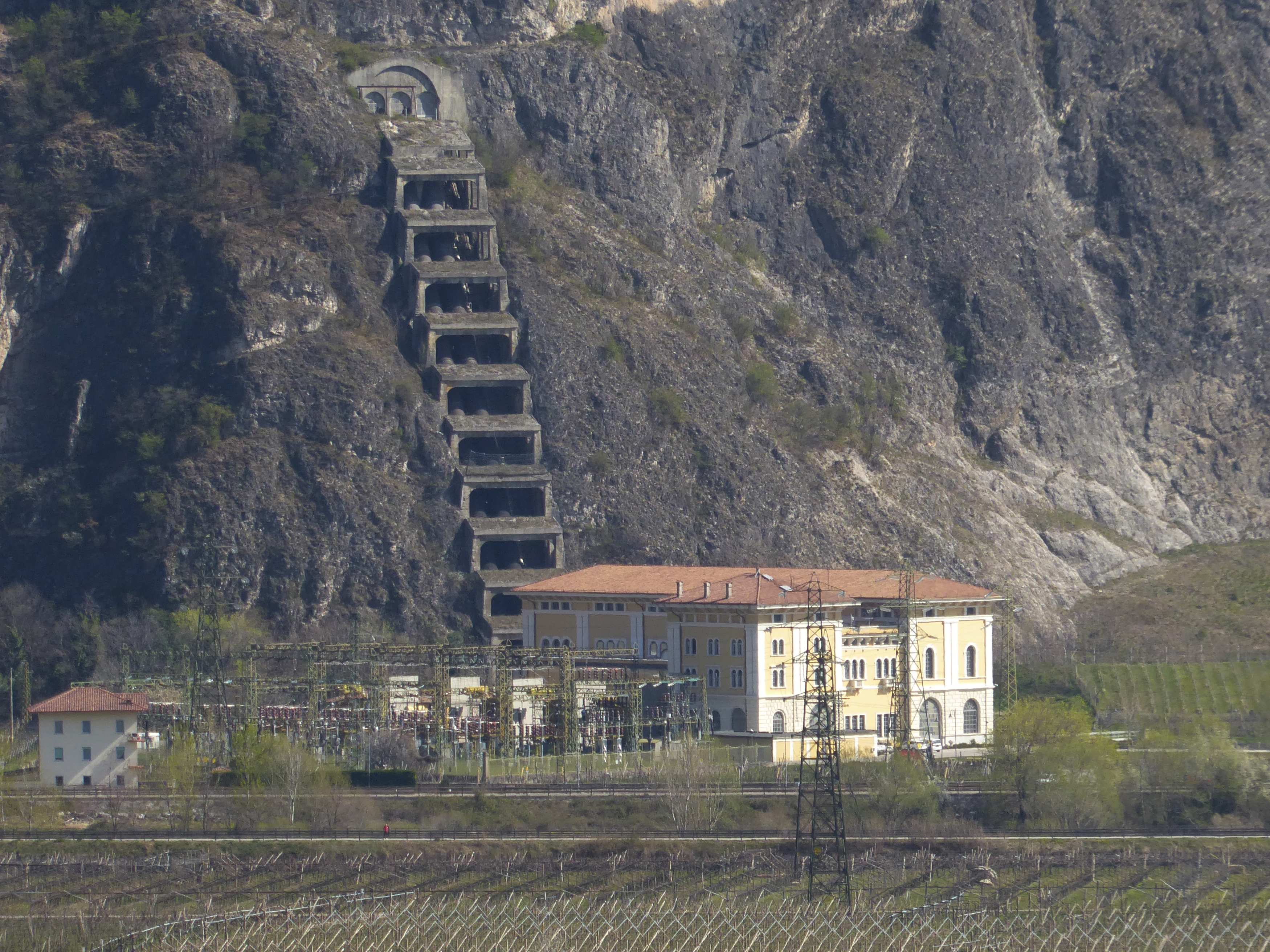
Kraftwerk Mezzocorona